# Lil' Keke
Marcus Lakee Edwards (Houston, 31 maart 1976), beter bekend onder zijn alias Lil' Keke, is een Amerikaanse rapper.

## Biografie
Edwards is lid van de rapgroep Screwed Up Click en oprichter van de "Herschelwood Hardheadz". In de jaren negentig maakte hij mixtapes met de legendarische DJ Screw, maar in 1997 verscheen zijn eerste single Southside en zijn officiële album Dont Mess Wit' Texas, dat platina werd. Edwards bracht diverse albums en ontelbare mixtapes uit.

## Discografie

### Soloalbums
- 1997: Don't Mess Wit Texas
- 1998: The Commission
- 1999: It Was All a Dream
- 2001: Peepin in My Window
- 2002: Platinum in da Ghetto
- 2002: Birds Fly South
- 2003: Street Stories
- 2003: Changin' Lanes
- 2004: Currency
- 2005: Undaground-All Stars: The Texas Line Up
- 2005: In a Hood Near You
- 2008: Loved by Few, Hated by Many

### Duetten
- 1998: A Million Dollars Later (met Herschelwood Hardheadz)
- 2003: The Big Unit (met Slim Thug)
- 2004: Wreckin' 2004 (met H.A.W.K.)
- 2005: Str8 Out da Slums (met The Jacka)
- 2005: Since the Grey Tapes Vol. 3 (met Big Pokey)